# Ce lieu sans limites (film)
Pour les articles homonymes, voir El lugar sin límites.
Pour plus de détails, voir Fiche technique et Distribution.
Ce lieu sans limites (El lugar sin límites) est un film mexicain réalisé par Arturo Ripstein, sorti en 1978. Il s'agit d'une adaptation du roman homonyme de José Donoso.
En juillet 1994, le film est sélectionné en 9e position dans la liste établie par la revue Somos des 100 meilleurs films mexicains de tous les temps.

## Synopsis
La Manuela, un travesti homosexuel, et sa fille Japonesita, tiennent un bordel dans le petit village d'El Olivo, que le chef, Don Alejo, veut vendre. Pancho, l'ancien protégé du chef du village, revient à El Olivo. Ivre, Pancho révèle sa part d'homosexualité avec La Manuela.

## Fiche technique
- Titre français : Ce lieu sans limites[2]
- Titre original : El lugar sin límites
- Réalisation : Arturo Ripstein
- Scénario : José Donoso, José Emilio Pacheco, Manuel Puig (non crédité) et Arturo Ripstein, d'après le roman éponyme de José Donoso
- Producteur : Francisco del Villar
- Photographie : Miguel Garzón
- Montage : Francisco Chiu
- Musique : Joaquín Gutiérrez Heras et José Padilla
- Genre : Drame
- Langue : espagnol
- Durée : 110 minutes
- Dates de sortie : 
  - Mexique : 28 avril 1978
  - France : 23 mars 1994[2]

## Distribution
- Roberto Cobo : La Manuela
- Ana Martín : Japonesita
- Gonzalo Vega : Pancho
- Lucha Villa : La Japonesa
- Julián Pastor : Octavio
- Carmen Salinas : Lucy
- Fernando Soler : Don Alejo
- Emma Roldán : Ludovinia
- Blanca Torres : Blanca
- Marta Aura : Emma, la sœur de Octavio
- Agustín Silva : Reynaldo
- Hortensia Santoveña : Clotilde
- Tere Olmedo : Lila